# 중앙정보국장

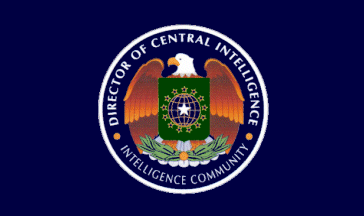

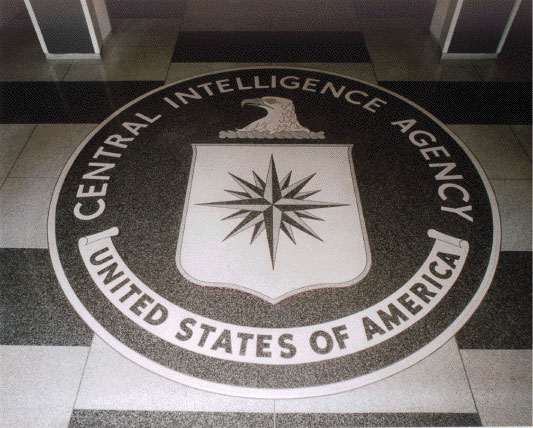
본부 건물 로비에 있는 직경 의 화강암 CIA 인장.

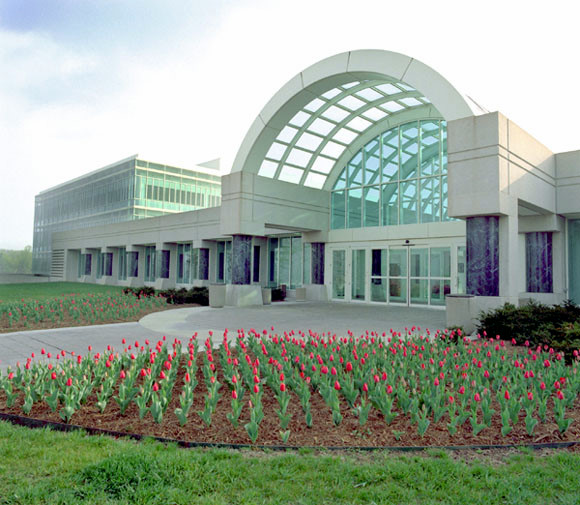
CIA 본부 입구

중앙정보국장(Director of Central Intelligence, DCI)은 1946년부터 2004년까지 미국 중앙정보국 (CIA)의 수장으로, 미국 대통령과 미국 국가안전보장회의의 주요 정보 고문 역할을 했으며, 다양한 미국 정보 기관(1981년부터는 통칭 정보공동체로 알려짐) 간의 정보 활동을 조율했다.
이 직책은 1946년 1월부터 2004년 12월 17일까지 존재했다. 정보 개혁 및 테러 방지법 이후, 정보공동체의 수장으로는 국가정보국장(DNI)이, CIA의 수장으로는 중앙정보국장(D/CIA)이 그 자리를 대신하게 되었다.

## 역사
DCI 직책은 1946년 1월 23일 해리 S. 트루먼 대통령에 의해 설치되었으며, 시드니 사우어스 제독이 초대 DCI를 맡았고, 이어서 호이트 반덴버그 장군이 1946년 6월부터 1947년 5월까지 DCI로 재직했다. 당시 DCI는 CIA의 전신인 중앙정보단 (CIG)을 운영했다. 따라서 DCI 직책은 중앙정보국의 설립보다 앞선다. CIA는 1947년 국가 안보법에 의해 창설되었으며, 이 법은 중앙정보국장의 임무를 공식적으로 정의했다. 이 1947년 법안은 또한 이전의 국가정보당국 (NIA)을 새로 설립된 국가안전보장회의 (NSC)에 통합했다.
DCI에게 조언을 제공하는 육군, 공군, 해군 및 전쟁부 군사 정보 책임자들로 구성된 팀이었던 정보 자문 위원회 (IAB)는 CIG에서 CIA로 옮겨졌고 1950년대까지 지속되었다.
2004년 12월까지 DCI는 CIA와 더 넓은 정보공동체의 수장이었음에도 불구하고 흔히 "CIA 국장"으로 불렸다. 2001년 9월 11일 미국에 대한 테러 공격과 그에 따른 9/11 위원회의 조사 이후, 정보공동체를 재편성하려는 움직임이 커졌다. 이 움직임은 2004년 12월 정보 개혁 및 테러 방지법의 통과를 이끌었고, 이는 DCI의 임무를 두 개의 새로운 직책으로 분할했다. 국가정보국장 (DNI)은 정보공동체의 수장으로 활동하며 정보 문제에 대해 NSC에 조언하고, 중앙정보국장은 CIA의 최고 행정관으로 활동하게 되었다.
재편성은 2004년 12월 17일에 발효되었다. 19대이자 마지막 DCI인 포터 고스는 초대 CIA 국장이 되었고, 존 네그로폰티는 초대 DNI가 되었다.

## 중앙정보국장 목록
이 직책은 1947년 중앙정보국이 창설되기 전에 존재했다. "중앙정보국장" 직책은 중앙정보국장 및 국가정보국장 직책으로 대체되었다.
상태
| No. | 사진                               | 이름                     | 재임 기간        | 재임 기간                                | 재임 기간 | Ref.          | 대통령                   | 대통령                             |
| No. | 사진                               | 이름                     | 시작             | 종료                                     | 기간      | Ref.          | 대통령                   | 대통령                             |
| --- | ---------------------------------- | ------------------------ | ---------------- | ---------------------------------------- | --------- | ------------- | ------------------------ | ---------------------------------- |
| 1   |                                    | 시드니 사우어스          | 1946년 1월 23일  | 1946년 6월 10일                          | 138일     | [ 1 ]         |                          | 해리 S. 트루먼 (1945–1953)         |
| 2   |                                    | 호이트 반덴버그          | 1946년 6월 10일  | 1947년 5월 1일                           | 325일     | [ 2 ]         |                          | 해리 S. 트루먼 (1945–1953)         |
| 3   |                                    | 로스코 힐런쾨터          | 1947년 5월 1일   | 1950년 10월 7일                          | 3년 159일 | [ 3 ]         |                          | 해리 S. 트루먼 (1945–1953)         |
| 4   |                                    | 월터 스미스              | 1950년 10월 7일  | 1953년 2월 9일                           | 2년 125일 | [ 4 ]         |                          | 해리 S. 트루먼 (1945–1953)         |
| 4   | 드와이트 D. 아이젠하워 (1953–1961) | 월터 스미스              | 1950년 10월 7일  | 1953년 2월 9일                           | 2년 125일 | [ 4 ]         |                          |                                    |
| –   |                                    | 앨런 덜레스              | 1953년 2월 9일   | 1953년 2월 26일                          | 17일      | [ 5 ]         |                          | 드와이트 D. 아이젠하워 (1953–1961) |
| 5   | 1953년 2월 26일                    | 앨런 덜레스              | 1961년 11월 29일 | 8년 276일                                |           | [ 5 ]         |                          | 드와이트 D. 아이젠하워 (1953–1961) |
| 6   |                                    | 존 매콘                  | 1961년 11월 29일 | 1965년 4월 28일                          | 3년 150일 | [ 6 ]         |                          | 존 F. 케네디 (1961–1963)           |
| 6   | 린든 B. 존슨 (1963–1969)           | 존 매콘                  | 1961년 11월 29일 | 1965년 4월 28일                          | 3년 150일 | [ 6 ]         |                          |                                    |
| 7   |                                    | 윌리엄 래번              | 1965년 4월 28일  | 1966년 6월 30일                          | 1년 63일  | [ 7 ]         |                          | 린든 B. 존슨 (1963–1969)           |
| 8   |                                    | 리처드 헬름스            | 1966년 6월 30일  | 1973년 2월 2일                           | 6년 217일 | [ 8 ]         |                          | 리처드 닉슨 (1969–1974)            |
| 9   |                                    | 제임스 슐레진저          | 1973년 2월 2일   | 1973년 7월 2일                           | 150일     | [ 9 ]         |                          | 리처드 닉슨 (1969–1974)            |
| –   |                                    | 버넌 월터스 권한대행     | 1973년 7월 2일   | 1973년 9월 4일                           | 64일      | [ 9 ] [ 10 ]  |                          | 리처드 닉슨 (1969–1974)            |
| 10  |                                    | 윌리엄 콜비              | 1973년 9월 4일   | 1976년 1월 30일                          | 2년 148일 | [ 11 ]        |                          | 리처드 닉슨 (1969–1974)            |
| 10  | 제럴드 포드 (1974–1977)            | 윌리엄 콜비              | 1973년 9월 4일   | 1976년 1월 30일                          | 2년 148일 | [ 11 ]        |                          |                                    |
| 11  |                                    | 조지 H. W. 부시          | 1976년 1월 30일  | 1977년 1월 20일                          | 356일     | [ 12 ]        |                          |                                    |
| –   |                                    | 헨리 노케 권한대행       | 1977년 1월 20일  | 1977년 3월 9일                           | 48일      | [ 12 ] [ 13 ] |                          | 지미 카터 (1977–1981)              |
| 12  |                                    | 스탠스필드 터너          | 1977년 3월 9일   | 1981년 1월 20일                          | 3년 317일 | [ 14 ]        |                          | 지미 카터 (1977–1981)              |
| 13  |                                    | 윌리엄 케이시            | 1981년 1월 20일  | 휴직: 1986년 12월 18일 – 1987년 1월 29일 | 6년 9일   | [ 15 ]        |                          | 로널드 레이건 (1981–1989)          |
| –   |                                    | 밥 게이츠 권한대행       | 1986년 12월 18일 | 1987년 5월 26일                          | 159일     | [ 16 ]        |                          | 로널드 레이건 (1981–1989)          |
| 14  |                                    | 윌리엄 웹스터            | 1987년 5월 26일  | 1991년 8월 31일                          | 4년 97일  | [ 17 ]        |                          | 로널드 레이건 (1981–1989)          |
| 14  | 조지 H. W. 부시 (1989–1993)        | 윌리엄 웹스터            | 1987년 5월 26일  | 1991년 8월 31일                          | 4년 97일  | [ 17 ]        |                          |                                    |
| –   |                                    | 리처드 커 권한대행       | 1991년 9월 1일   | 1991년 11월 6일                          | 48일      | [ 17 ] [ 18 ] |                          |                                    |
| 15  |                                    | 밥 게이츠                | 1991년 11월 6일  | 1993년 1월 20일                          | 1년 75일  | [ 16 ]        |                          |                                    |
| –   |                                    | 윌리엄 스터드먼 권한대행 | 1993년 1월 21일  | 1993년 2월 5일                           | 15일      | [ 19 ]        |                          | 빌 클린턴 (1993–2001)              |
| 16  |                                    | 짐 울시                  | 1993년 2월 5일   | 1995년 1월 10일                          | 1년 339일 | [ 20 ]        |                          | 빌 클린턴 (1993–2001)              |
| –   |                                    | 윌리엄 스터드먼 권한대행 | 1995년 1월 11일  | 1995년 5월 9일                           | 118일     | [ 19 ]        |                          | 빌 클린턴 (1993–2001)              |
| 17  |                                    | 존 듀치                  | 1995년 5월 10일  | 1996년 12월 15일                         | 1년 219일 | [ 21 ]        |                          | 빌 클린턴 (1993–2001)              |
| –   |                                    | 조지 테닛                | 1996년 12월 16일 | 1997년 7월 11일                          | 207일     | [ 22 ]        |                          | 빌 클린턴 (1993–2001)              |
| 18  | 1997년 7월 11일                    | 조지 테닛                | 2004년 7월 11일  | 7년 0일                                  |           | [ 22 ]        | 조지 W. 부시 (2001–2009) |                                    |
| –   |                                    | 존 매클로플린 권한대행   | 2004년 7월 12일  | 2004년 9월 24일                          | 74일      | [ 23 ]        | 조지 W. 부시 (2001–2009) |                                    |
| 19  |                                    | 포터 고스                | 2004년 9월 24일  | 2005년 4월 21일                          | 209일     | [ 24 ]        | 조지 W. 부시 (2001–2009) |                                    |

## 국장의 경영 방식과 작전 영향

### 로스코 H. 힐런쾨터, 1947년–1950년
로스코 H. 힐런쾨터 해군 소장은 세 번째 중앙정보국장이자, 중앙정보국 국장으로 재직한 첫 번째 인물이었다. 그의 재임 기간 중, 1948년 6월 18일 국가안전보장회의 특별 프로젝트국 지시(NSC 10/2)는 CIA에 "적대적인 외국 국가나 단체에 맞서거나 우호적인 외국 국가나 단체를 지원하지만, 미국 정부의 책임이 비인가자에게 드러나지 않도록 계획되고 수행되는" 비밀 작전을 수행할 권한을 추가로 부여했다. 그러나 이러한 작전은 처음에는 정책 조정실과 같은 다른 기관에 의해 수행되었다. 이러한 작전들이 CIA와 어떻게 합병되었는지, 그리고 다른 국가들에서 유사한 기능이 어떻게 수행되었는지에 대한 자세한 내용은 비밀 및 은밀 작전 승인 및 비밀 HUMINT 및 은밀 작전을 참조하라.

### 월터 베델 스미스, 1950년–1953년
창설 초기에 미국 연방 정부의 다른 부처들은 중앙정보국에 대해 많은 감독을 행사하지 않았다. 동반구 전역에서 소련의 행동에 대처하고 이를 물리치려는 열망으로 정당화되었다고 여겨지는 이 기관은 NKVD, MVD, NKGB, MGB, 그리고 KGB를 포함한 이름으로 소련 정보기관과 유사한 접근 방식을 통해서만 달성할 수 있다고 많은 사람들이 믿는 임무를 수행했다. 이러한 소련 조직들은 국내 책임도 가지고 있었다.

### 앨런 W. 덜레스, 1953년–1961년
CIA의 급속한 확장과 DCI 앨런 덜레스 휘하에서 발전된 독립성은 미국 정보공동체의 독립적인 검토로부터 자유로운 문제를 악화시켰다. 1961년 피그스만 침공에서 쿠바 망명자들의 무장 상륙 이후, 존 F. 케네디 대통령은 덜레스를 해임하고 그를 교체했다. 덜레스는 제2차 세계 대전 참전 용사였다. 그의 자서전은 CIA와 그 작전에 대한 자세한 설명을 제공하기보다는 이 분야의 주요 인물들의 사고방식에 대한 통찰력을 제공한다는 점에서 더 주목할 만하다.

### 존 매콘, 1961년–1965년
존 F. 케네디 대통령은 더 큰 감독을 행사했고, 공화당원이자 공학자 출신인 존 매콘을 임명했다. 매콘은 정보기관 경력이 부족했음에도 불구하고 가장 유능한 DCI 중 한 명이자 뛰어난 경영자로 평가받는다. 기관은 린든 B. 존슨 대통령 하에서 동남아시아에서의 활동을 강화했다. 매콘은 존슨에게 자신이 제대로 평가받지 못했다고 믿어 1965년 4월 DCI 직책을 사임했다. 매콘이 존슨에게 보낸 최종 정책 메모는 베트남 전쟁의 확대가 베트남 민주공화국 정권을 패배시키기 전에 국가적, 세계적 불만을 야기할 것이라고 주장했다.

### 윌리엄 래번, 1965년–1966년
폴라리스 탄도미사일 잠수함 시스템 전체의 설계 및 개발을 지휘했던 저명한 해군 장교 래번은 DCI로서 다소 짧고 불행한 재임 기간을 보냈다. 그의 경력에는 외교 경험이 없었고, 해군 작전과 관련된 정보 경험만 있었다. CIA 역사가들은 "래번이 DCI 직책에 '적응하지 못했다'"고 평가했다. 래번은 불과 14개월 만에 DCI 직에서 사임했고, 그의 후임으로는 부국장이었던 리처드 헬름스가 임명되었다.

### 리처드 M. 헬름스, 1966년–1973년
헬름스는 OSS와 CIA 베테랑이었으며, CIA 내에서 승진을 통해 국장직에 오른 첫 번째 DCI였다. 헬름스는 1961년 쿠바의 피그스만 침공 실패 후 CIA의 재앙적인 역할에 따라 특별 작전실 (OSO)의 국장이 되었다. 헬름스는 윌리엄 래번 제독 밑에서 중앙정보국 부국장이 되었고, 1년 후인 1966년에는 국장으로 임명되었다.
1970년대 초, 부분적으로는 리처드 닉슨 대통령 치하의 워터게이트 사건 침입의 결과로, 미국 의회는 정보 기관에 대해 더 적극적인 역할을 했고, 1975년 미국 대통령의 미국 내 CIA 활동에 대한 위원회 (위원장 이름을 따서 록펠러 위원회라고도 불림)와 같은 독립 위원회도 그러했다. 외국 지도자 암살 및 암살 시도, 미국 시민에 대한 불법 국내 감시 등 과거 CIA 활동에 대한 폭로로 인해 이전에는 행사되지 않았던 상당한 의회 감독이 이루어졌다.
워터게이트 침입에 연루된 일부 개인들은 과거 CIA에서 일한 적이 있었다. 닉슨 대통령의 사임을 촉발한 오디오 테이프에서 닉슨은 비서실장인 해리 로빈스 홀더먼에게 CIA에 워터게이트 사건에 대한 추가 조사가 쿠바의 피그스만 침공에 대한 "온갖 추악한 진실을 드러낼" 것이므로, "국가 안보"상의 이유로 CIA가 FBI에게 워터게이트 절도 사건 수사를 중단하라고 지시해야 한다고 말했다. 헬름스는 거부했다.
린든 B. 존슨 대통령 하에서의 헬름스의 편안했던 역할은 리처드 닉슨 대통령과 닉슨의 국가안보보좌관 헨리 키신저의 등장으로 달라졌다. 워터게이트의 실패 이후, 헬름스는 CIA를 가능한 한 멀리 떨어뜨리는 데 성공했고, 기관은 훨씬 더 엄격한 의회 통제하에 놓이게 되었다. 그러나 닉슨은 헬름스를 불충하다고 여겨 1973년에 DCI에서 해임했다. 헬름스는 직무 위반으로 유죄 판결을 받은 유일한 DCI였다; 그의 자서전은 혐의에 대한 그의 반응을 설명한다.

### 제임스 R. 슐레진저, 1973년
슐레진저는 1973년 2월 2일, 이전 국장이었던 리처드 헬름스가 워터게이트 사건 수사를 막는 것을 거부하여 해고된 후 중앙정보국장이 되었다. 슐레진저의 CIA 근무는 6개월 남짓으로 짧았지만, 그는 포괄적인 조직 및 인사 개혁을 계속 추진하며 격동의 시간을 보냈다. 그는 랭글리에 있는 CIA 본부에서 너무 인기가 없어서 그의 공식 초상화 맞은편에 보안 카메라가 설치될 정도로 훼손될까봐 우려했다. 이때쯤 그는 강인하고 솔직하며 거침없는 행정가라는 명성을 얻었다. 슐레진저가 국방부 장관으로 임명되면서 DCI로서의 그의 임기는 단축되었다. 그는 기관의 불법 활동에 대한 보고서인 "패밀리 주얼스"를 작성하도록 지시했다.

### 윌리엄 콜비, 1973년–1976년
윌리엄 콜비는 최고 직책으로 승진한 또 다른 정보 전문가였다. 그의 자서전 제목은 "명예로운 사람들"이었고, 그는 국가가 그러한 사람들이 정보국을 구성한다고 믿어야 한다고 생각했다. 1974년 12월, 탐사 저널리스트 시모어 허쉬는 <뉴욕 타임스>의 1면에 "패밀리 주얼스"(콜비가 그에게 유출)에 대한 뉴스를 보도하며 CIA가 외국 지도자들을 암살하고 반전 운동에 참여한 약 7천 명의 미국 시민들을 감시(Operation CHAOS)했다는 사실을 폭로했다.
의회는 1975년 "패밀리 주얼스"에 대해 상원에서는 프랭크 처치 (아이다호주 민주당) 상원의장이 이끄는 처치 위원회를 통해, 하원에서는 오티스 파이크 (뉴욕주 민주당) 의원이 이끄는 파이크 위원회를 통해 CIA를 조사하며 대응했다. 제럴드 포드 대통령은 앞서 언급된 록펠러 위원회를 창설하고, 외국 지도자 암살을 금지하는 행정 명령을 발표했다.
콜비의 DCI 재임 기간은 지난 25년간 미국 정보기관의 불법 행위 의혹에 대한 의회 조사가 활발히 이루어졌다. 콜비는 대규모 개혁을 바라기보다는 그러한 위법 행위의 실제 범위가 CIA의 명성에 지속적인 손상을 입힐 만큼 크지 않다는 믿음으로 협력했다. 그는 의회와 협력하는 것이 기관을 해체로부터 구할 수 있는 유일한 방법이라고 믿었다. 또한 콜비는 CIA가 의회와 협력하고 CIA가 헌법에 책임이 있다는 것을 보여줄 도덕적 의무가 있다고 믿었다. 이는 CIA 내부에서 큰 분열을 야기했는데, 전 DCI 리처드 헬름스와 같은 많은 구세대 장교들은 CIA가 의회의 개입에 저항했어야 한다고 믿었다.
콜비의 DCI 재임 기간은 세계 무대에서도 사건이 많았다. 그가 지도력을 맡은 직후 욤키푸르 전쟁이 발발했는데, 이는 미국 정보기관뿐만 아니라 이스라엘인들에게도 놀라운 사건이었다. 이 정보적 놀라움은 닉슨 행정부 내 콜비의 신뢰도에 영향을 미쳤다고 알려졌다. 한편, 수년간의 개입 끝에 1975년 4월 남베트남은 공산군에게 함락되었는데, 이는 미국 노력에 많은 삶과 경력을 바쳤던 콜비에게 특히 어려운 타격이었다. 군비 통제, 앙골라, 중동 및 기타 지역의 사건들도 관심을 요구했다.

### 조지 H. W. 부시, 1976년–1977년
조지 H. W. 부시의 중앙정보국장 임명은 워터게이트 스캔들(부시가 공화당 전국위원회의 수장이었을 때, 닉슨의 충실한 옹호자였다)과 처치 위원회 조사로 여전히 휘청거리던 많은 정치인과 시민들의 반대에 부딪혔다. 부시의 초기 인명에 대한 많은 반대 의견은 그가 그 직책에 너무 당파적이라는 것이었다. 워싱턴 포스트, 조지 윌, 프랭크 처치 상원의원 등이 부시의 지명에 반대하는 주요 인물이었다. 부시가 1976년 대통령이나 부통령에 출마하지 않겠다는 서약을 한 후, 그의 지명에 대한 반대는 줄어들었다.
부시는 1976년 1월 30일부터 1977년 1월 20일까지 355일 동안 DCI로 재직했다. CIA는 상원의 처치 위원회 조사를 바탕으로 한 폭로를 포함하여 CIA의 불법적이고 승인되지 않은 활동에 대한 일련의 폭로로 흔들렸고, 부시는 기관의 사기를 회복하는 데 도움을 준 것으로 평가받는다. 1976년 2월 18일, 제럴드 포드 대통령은 행정 명령 11905호를 발표하여 개별 정보 기관에 대한 정책 지침과 제한을 설정하고 정보 권한과 책임을 명확히 했다. 부시는 새로운 명령을 시행하는 데 90일이 주어졌는데, 이 명령은 미국 정보 공동체의 대대적인 재편성을 요구하고 정보 활동이 미국 시민을 대상으로 할 수 없다고 단호하게 명시했다. DCI 자격으로 부시는 지미 카터에게 대통령 후보 시절과 대통령 당선인 시절 모두 국가 안보 브리핑을 제공했으며, 카터 행정부에서 그 직책을 유지할 가능성에 대해 논의했다.
조지 H. W. 부시는 결국 1981년 제43대 미국 부통령이 되었고 1989년 제41대 미국 대통령이 되었으며, 현재까지 이 두 직책 중 하나를 역임한 유일한 CIA 국장이다.

### 스탠스필드 터너, 1977년–1981년
지미 카터와 미국 해군사관학교 동창이었던 터너는 백악관의 신임을 얻었지만, SIGINT와 IMINT와 같은 정보 수집의 기술적 방법에 대한 그의 강조, 그리고 HUMINT 전문가들에 대한 그의 명백한 비호감과 해고는 CIA 내에서 그를 매우 unpopular하게 만들었다. 터너는 800개 이상의 작전 직위를 폐지했으며, 이는 이전 포드 대통령의 1975년 직원 재편과 관련하여 사용되었던 "할로윈 학살"이라는 별명을 불렀다. 이러한 조직적 방향은 그의 후임인 윌리엄 J. 케이시가 HUMINT에 많은 주의를 기울이는 완전히 반대되는 접근 방식을 가졌다는 점에서 주목할 만하다. 터너는 CIA가 1950년대 초부터 1960년대 후반까지 운영했던 MK울트라 프로그램의 광범위한 내용을 밝히는 주목할 만한 의회 증언을 했다. 정보 공동체의 다층적 비밀 시스템의 개혁과 단순화는 터너의 중요한 계획 중 하나였지만, 그가 퇴임할 때까지 아무런 결과도 내지 못했다. 그는 또한 CIA에서의 경험에 대한 책을 썼다.
터너가 CIA 국장으로 재직하는 동안, 전 요원 프랭크 스네프가 사이공 함락 당시 미국 고위 정부 관계자들의 무능함을 폭로하는 'Decent Interval'이라는 책을 출간하자 그는 격분했다. 스네프는 모든 CIA 요원에게 요구되는 비밀 유지 협약을 위반했다고 비난했지만, 나중에 반대 심문에서 자신이 스네프가 서명한 협약을 읽어본 적이 없다고 인정해야 했다. 그럼에도 불구하고, CIA는 결국 미국 대법원에서 스네프를 상대로 한 소송에서 승소했다. 법원은 스네프에게 'Decent Interval'로 얻은 모든 수익을 반환하고, 남은 평생 동안 정보 활동에 대한 모든 저술에 대해 사전 승인을 받도록 강요했다. CIA는 나중에 스네프의 법적 선례에 의존하여 터너에게 자신의 회고록에 대한 사전 승인을 요구했으며, 이는 로널드 레이건 대통령의 정책에 대해 매우 비판적이었다.

### 윌리엄 J. 케이시, 1981년–1987년
케이시는 CIA 재직 중 레이건의 외교 정책, 특히 소련의 국제 활동에 대한 접근 방식을 형성하는 데 큰 역할을 했다. 'The Terror Network'이라는 책을 바탕으로 케이시는 CIA 분석가들이 이것이 사실 CIA 자체의 흑색선전이라는 증거를 제공했음에도 불구하고, 소련이 세계 대부분의 테러 활동의 근원이라고 믿었다. 케이시는 자신의 견해에 동의하는 교수로부터 보고서를 받았고, 이는 로널드 레이건에게 위협이 있다는 확신을 주었다.
케이시는 지미 카터 행정부 시기의 자원 감축 이전보다 더 많은 자금과 인적 자원 수준으로 정보공동체, 특히 CIA의 재확장을 감독했다. 그의 재임 기간 동안 CIA가 미국의 정책과 관련된 국가들의 국내외 문제에 직접적으로, 비밀리에 영향을 미치는 것에 대한 제한이 해제되었다.
이 냉전 시기에는 전 세계적으로 CIA의 반소련 활동이 증가했다. 특히 그는 아프가니스탄의 무자헤딘 저항군에 대한 비밀 지원을 감독했으며, 10억 달러 이상의 예산으로 악타르 압둘 라흐만 (파키스탄의 파키스탄 정보부 국장)과 긴밀히 협력했다. CIA는 폴란드의 연대 운동과 남아메리카 및 중앙아메리카에서 여러 차례의 쿠데타 및 쿠데타 시도를 지원했다.
케이시는 또한 이란-콘트라 사건으로 알려진 무기 대 포로 거래의 주요 설계자였다.
케이시가 이란-콘트라 사건에 대한 그의 지식에 대해 의회에서 증언하기로 예정된 몇 시간 전, 그는 말을 할 수 없는 상태가 되었다고 보고되었고, 나중에 입원했다. 1987년 그의 책에서, 케이시를 여러 번 인터뷰했던 워싱턴 포스트 기자 밥 우드워드는 그가 케이시의 병실에 들어가 마지막으로 4분 동안 만났다고 주장했는데, 이 주장은 많은 곳에서 불신을 받았고 케이시의 아내 소피아는 단호히 부인했다. 우드워드에 따르면, 그가 케이시에게 니카라과 콘트라 반군에게 자금이 유용된 사실을 알고 있었는지 묻자, "그는 머리를 세게 젖혔다. 그는 응시했고, 마침내 그렇다고 고개를 끄덕였다."

### 윌리엄 H. 웹스터, 1987년–1991년
윌리엄 H. 웹스터는 연방 판사와 FBI 국장을 역임하는 등 법률 경력을 가지고 있었다. 이러한 배경으로 그는 CIA의 모든 법적 불규칙성을 해소할 것으로 기대되었다. 이란-콘트라 무기 밀수 스캔들의 여파로 1991년 정보 승인법이 제정되었다. 이 법은 비밀 작전을 미국이 공개적으로 또는 명백하게 관여하지 않는 지정학적 지역에서의 비밀 임무로 정의했다. 또한 이는 공식적인 대통령 조사 보고서를 포함한 승인 지휘 계통과 비상시 "적시에 통보"만 요구하는 하원 및 상원 정보 위원회에 대한 통보를 의무화했다.

### 로버트 M. 게이츠, 1991년–1993년
로버트 게이츠는 1987년 초 중앙정보국장에 지명되었다. 그러나 이란-콘트라 사건에서의 그의 역할에 대한 논란으로 상원이 지명을 거부할 것이 분명해지자 그는 지명을 철회했다.
게이츠는 조지 H. W. 부시 대통령에 의해 1991년 5월 14일 중앙정보국장직에 두 번째로 지명되었고, 11월 5일 미국 상원의 인준을 받아 11월 6일 취임하여 CIA 역사상 (2009년 기준) 초급 CIA 직원에서 CIA 국장으로 승진한 유일한 직업 공무원이 되었다.
1993년 8월 4일에 발표된 이란-콘트라 문제 독립 법률 고문의 최종 보고서는 게이츠가 "이란-콘트라 사건에서 중요한 역할을 한 많은 인물들과 가까웠고 그들의 활동을 알 수 있는 위치에 있었다. 독립 법률 고문이 개발한 증거는 기소를 정당화하지 못했다..."고 밝혔다.

### R. 제임스 울시, 1993년–1995년
중앙정보국장으로서 울시는 빌 클린턴 대통령과의 관계가 매우 제한적이었다는 점에서 주목할 만하다. 언론인 리처드 미니터에 따르면:
그의 2년 재임 기간 동안 CIA 국장 제임스 울시는 클린턴과 단독 회의를 한 번도 가져본 적이 없다. 심지어 반사적인 사적 회의도 드물었다. 두 번밖에 없었다. 울시는 나에게 말했다: "대통령과의 관계가 나빴던 것이 아니다. 그저 존재하지 않았을 뿐이다."

Paula Kaufman of Insight magazine에 따르면 클린턴과의 관계에 대한 또 다른 인용문은 다음과 같다:
1994년에 백악관 잔디밭에 비행기가 추락했던 사람을 기억하는가? 그게 내가 클린턴 대통령을 만나려고 애쓴 모습이었다.

데이비드 할버스템은 그의 저서 '평화 시대의 전쟁'에서 클린턴이 1992년 선거를 앞두고 대만, 보스니아, 중국의 인권 문제에 대해 더 강경한 입장을 취하겠다고 약속하며 신보수주의자들을 유치했고, 최소한 한 명의 신보수주의자에게 행정부 내 일자리를 주어야 한다고 결정했기 때문에 울시를 CIA 국장으로 선택했다고 언급했다.

### 존 M. 듀치, 1995년–1996년
1995년 빌 클린턴 대통령은 존 듀치를 중앙정보국장(클린턴 행정부의 각료급 직책)으로 임명했다. 그러나 듀치는 처음에는 이 임명을 받아들이는 것을 주저했다. CIA의 수장으로서 듀치는 전임자 R. 제임스 울시의 정책을 이어받아 냉전 기간 동안 미국의 비밀 작전에 관한 기록을 기밀 해제했다.
1996년, 미국 하원 상설 정보 위원회는 다음과 같은 의회 보고서를 발표했다: "수백 명의 직원이 매일 전 세계 여러 국가에서 매우 심각한 법률을 위반하도록 지시받고 있으며, 외세 정부의 정교한 노력에도 불구하고 이를 수행하고 있다. 대략적으로 추정하면 매일 수백 번(연간 100,000번 이상) DO 요원들은 (외국 법률에 따라) 매우 불법적인 활동에 참여하며, 이는 미국에 정치적 망신을 줄 뿐만 아니라 참여하는 외국인들의 자유와 생명을 위협하고, 심지어는 비밀 요원 자신의 생명까지도 위협한다."
이 문서에서 위원회는 "이러한 사실과 최근의 역사를 고려할 때, [중앙정보국장]은 원하든 원하지 않든 [비밀 서비스]를 감독하는 책임을 지고 있으므로, DCI는 CS 국장과 긴밀히 협력하고 그에게 완전하고 직접적인 책임을 물어야 한다"고 썼다.
듀치가 1996년 CIA를 떠난 직후, 기밀 자료가 듀치의 분류되지 않은 여러 노트북 컴퓨터에 보관되어 있었다는 사실이 밝혀졌다. 1997년 1월, CIA는 이 문제에 대한 공식적인 보안 조사를 시작했다. CIA 고위 간부들은 이 보안 침해를 완전히 추적하지 않았다. 듀치가 떠난 지 2년이 넘어서야 이 문제는 법무부에 회부되었고, 재닛 리노 법무부 장관은 기소를 거부했다. 그러나 그녀는 듀치가 보안 인가를 유지해야 하는지 여부를 결정하기 위한 조사를 권고했다. 클린턴은 재임 마지막 날 대통령 사면을 발표했다.

### 조지 J. 테닛, 1996년–2004년
조지 테닛은 1995년 7월 중앙정보국 부국장으로 임명되었다. 1996년 12월 존 듀치가 갑작스럽게 사임한 후, 테닛은 임시 국장으로 재직했으며, 1997년 7월 11일 상원의 만장일치 인준 투표를 거쳐 공식적으로 임명되었다. 이는 앤서니 레이크의 철회 이후에 이루어졌는데, 그의 지명은 공화당원들에 의해 상원에서 저지되었다. 지미 카터 대통령이 DCI 조지 H. W. 부시를 교체한 이래로 중앙정보국장은 통상적으로 새로 들어서는 행정부에 의해 교체되었지만, 테닛은 클린턴 행정부의 임기 이후와 조지 W. 부시의 첫 임기 동안 재직했다.
테닛은 냉전 종식 이후 어려운 시기를 겪었던 CIA를 재건하는 임무에 착수했다. 매년 채용되는 신규 연수 요원의 수는 냉전 최고점보다 25% 감소하여 사상 최저치를 기록했다. 테닛은 "또 다른 진주만을 막는 것"이었던 기관의 원래 임무에 호소했다. 문제는 냉전 후 세계에서 위험이 어디서 올 수 있는지 예측하는 것이었다. 테닛은 "러시아와 중국의 변화", 북한, 이란, 이라크와 같은 "불량 국가", 그리고 테러와 같은 잠재적 문제에 집중했다.
1999년 테닛은 코퍼 블랙 알카에다 조직을 다루기 위한 거대한 "계획"을 내놓았다. 이 노력은 2001년 9월 11일 공격 이후 CIA가 더 잘 대응할 수 있도록 했다고 한다. 테닛이 그의 책에서 표현했듯이,

전략적 계획이 없는 [정보] 공동체가 9/11 사태 발생 4일 만에 미국 대통령에게 아프가니스탄 피난처를 공격하고 전 세계 92개국에서 알카에다에 대항하여 작전을 수행하는 방법을 어떻게 알려줄 수 있었을까?

2001년 9월 15일, 테닛은 테러와의 전쟁으로 알려진 계획의 청사진인 전 세계 공격 매트릭스를 발표했다. 그는 먼저 CIA 팀을 아프가니스탄으로 파견하여 알카에다와 탈레반에 대한 정보를 수집하고 비밀 작전을 수행할 것을 제안했다. 이 팀은 군사 특수작전 부대와 공동으로 활동할 것이다. "부시 대통령은 나중에 이 제안을 칭찬하며, 그의 사고의 전환점이었다고 말했다."
2001년 9월 11일 공격 이후, 많은 관찰자들은 공격을 막지 못한 주요 이유 중 하나로 미국 정보공동체의 수많은 "정보 실패"를 비판했다. 2007년 8월, CIA 감찰관이 작성한 비밀 보고서의 일부(원래 2005년에 작성되었지만 비밀로 유지됨)가 공개되었다. 19페이지 분량의 요약본은 테닛이 2001년 9월 훨씬 이전부터 알카에다의 위험을 알고 있었지만, CIA 지도부가 공격을 막기 위해 충분한 조치를 취하지 않았다고 명시하고 있다. 테닛은 이 보고서의 출판에 대해 "완전히 틀렸다"고 반응했다.
밥 우드워드는 그의 책 공격 계획에서, 테닛이 이라크의 대량살상무기 (WMDs)에 대한 정보 보고서에 개인적인 권한을 부여했다고 썼다. 2002년 12월 12일 회의에서 그는 부시에게 사담 후세인에 대한 증거가 "슬램 덩크 사례"에 해당한다고 확언했다. 몇 달 동안 이 진술을 확인하기를 거부한 후, 테닛은 나중에 이 발언이 문맥에서 벗어났다고 밝혔다. (테닛은 이 발언이 미국 국민에게 이라크 침공을 지지하도록 설득하는 방법에 대한 논의의 일환으로 이루어졌으며, 그의 의견으로는 국민을 설득하는 가장 좋은 방법은 이라크의 대량살상무기가 제기하는 위험을 설명하는 것이라고 밝혔다. 즉, 테닛에 따르면 대량살상무기를 통한 전쟁의 대국민 홍보는 "슬램 덩크"가 될 것이었다.) 2003년 이라크 침공 이후 미국, 영국 및 기타 국제 연합군이 수색한 결과, 이라크에서는 핵 대량살상무기 비축물이 발견되지 않았다. 다만 안바르 주에 위치한 학교 건물로 추정되는 모든 방에서 바닥부터 천장까지 수만 발의 화학탄이 쌓여 있었다. 테닛과 그의 작전국장은 거의 동시에 사임했는데, 이러한 사임은 이라크의 대량살상무기 문제에 대한 속죄로 제안되었다.

### 포터 J. 고스, 2004년–2005년
예일 대학교 3학년 때 포터 고스는 CIA에 스카우트되었다. 그는 1960년대 대부분—대략 1960년부터 1971년까지—CIA의 비밀 서비스 부서인 작전국에서 일했다. 그는 그곳에서 처음에는 라틴 아메리카와 카리브 제도에서, 나중에는 유럽에서 일했다. CIA의 기밀성 때문에 자세한 내용은 알려져 있지 않지만, 고스는 자신이 아이티, 산토도밍고, 멕시코에서 일했다고 말했다. 고스는 외국 요원을 모집하고 훈련시켰다고 말했으며, 대부분의 시간 동안 마이애미에서 일했다. 고스는 1962년 쿠바 미사일 위기에 관여했으며, 2002년 워싱턴 포스트에 "작은 배를 운전했고 플로리다 해협에서 매우 흥미로운 순간들을 보냈다"고 말했다.
그는 플로리다주 출신 공화당 하원의원으로 16년간 의회에서 근무했으며, 이후 중앙정보국장으로 임명되었다. 하원에 재직하는 동안 고스는 일관되고 강하게 CIA를 옹호했으며, 심지어 예산이 빠듯하고 클린턴 행정부가 다른 정보 예산을 삭감하던 시기에도 CIA에 대한 강력한 예산 증액을 지지했다. 2004년 중반, 고스는 이미 마지막 의회 임기라고 발표된 시점에서 CIA가 활동을 수행하는 방식에 대한 구체적인 개혁과 수정을 촉구하며 "단지 또 다른 정부 관료주의"가 되지 않도록 해야 한다고 매우 강력한 입장을 취했다.
압력이 커지자 의회는 2001년 9월 11일 테러 공격 이전과 이후의 정보 공동체 활동에 대한 합동 조사, 즉 고스와 밥 그레이엄 상원의원이 이끄는 양 정보 위원회의 합동 조사를 시작했다. 고스와 그레이엄은 자신들의 목표가 특정 비행을 식별하는 것이 아님을 분명히 했다: 그레이엄은 조사가 "정보적 관점에서 무엇이 잘못되었는지에 대한 책임 추궁 게임"이 아닐 것이라고 말했고, 고스는 "이것은 누구를 교수형에 처할 것인가 하는 유형의 조사가 아니다. 미국의 방어에 어떤 공백이 있고 우리가 그것에 대해 무엇을 할 것인가 하는 유형의 조사이다."라고 말했다. 이 조사의 최종 보고서는 2002년 12월에 발표되었으며, 백악관의 활동에 대한 정보 없이 CIA와 FBI의 활동에만 전적으로 초점을 맞췄다. CIA 27년 경력의 베테랑이자 정보 문제에 대한 빈번한 평론가인 레이 맥고번은 이 보고서가 고스가 조사를 수행할 때 "대통령에게 정치적 보호를 제공하는 것을 분명한 우선 순위로 두었다"는 것을 보여준다고 믿었다. 고스는 최근 CIA 실패의 주된 원인을 빌 클린턴 대통령에게 돌렸다. 그는 한 기자에게 이렇게 털어놓았다: "잠 못 이루는 유일한 것은 내가 무엇을 더 잘할 수 있었을까, 어떻게 이 문제에 대해 더 빨리 더 많은 관심을 얻을 수 있었을까 하는 생각이다." 그가 행정부에 자신의 우려를 제기한 적이 있는지 묻자, 고스는 클린턴과 "특정 문제"에 대해 논의하기 위해 세 번 만났다고 주장했다. 결과는? "그는 인내심이 있었고 흥미로운 대화를 나누었지만, 그가 부시 대통령만큼 정보 공동체를 중요하게 생각하지 않는다는 것은 매우 분명했다."
고스는 2004년 8월 10일 새로운 DCI로 지명되었다. 이 임명은 일부 저명한 민주당원들의 반대에 부딪혔다. 상원 정보 위원회 부위원장인 존 D. 록펠러 4세 (WV 민주당) 상원의원은 고스가 하원 정보 위원회 위원장으로 재직하면서 민주당에 대해 공개적으로 언급한 것을 감안할 때 지나치게 정치적으로 당파적이라는 우려를 표명했다. 위원회의 또 다른 민주당원인 론 와이든 (OR 민주당)은 고스의 CIA 내 역사와 유대 관계를 고려할 때, 기관 개혁을 추진하는 데 너무 내키지 않을 것이라는 우려를 표명했다. 2004년 3월 3일 마이클 무어의 제작사와의 인터뷰에서 고스는 CIA 내 직책에 대해 자신은 "아마도 자격이 없을 것"이라고 묘사했다. 왜냐하면 기관이 현재 추구하는 언어 능력은 그가 구사하는 언어가 아니며, 오늘날 CIA의 네 개 국장직에 지원하는 사람들은 1960년대 초 그가 기관에 지원했을 때 가졌던 것보다 훨씬 뛰어난 기술적 및 분석적 능력을 가지고 있기 때문이라고 말했다.
그는 다섯 명의 개인 직원을 데리고 왔는데, 이들은 CIA 전문가들 사이에서 인기가 없었던 변화를 시행해야 했다. 작전국장인 스티브 캐페스와 당시 캐페스의 부국장이었던 마이클 설릭을 포함한 그의 부하들은 고스의 임기 초기에 사임했다. 캐페스는 책임 있는 자리로 복귀했지만, 고스의 요청에 따라 마이클 설릭을 재배치하는 것을 거부하고 기관을 그만뒀다고 보도되었다. 고스의 퇴임 후, 캐페스와 설릭 모두 미국 정보공동체의 고위직으로 복귀했다. 캐페스는 CIA 부국장이며, 설릭은 2007년 9월 14일 국가비밀작전국장으로 임명되었다.
그의 사임 이유에 대한 추측은 군사 기관장을 원했거나, 또는 아마도 더 가능성 있는 것으로,

많은 분석가들에게 고스의 사임은 백악관이 그의 CIA 재편 능력에 대한 신뢰를 잃었다는 광범위한 인식 때문에 불가피했다. 고스의 사임은 적어도 부분적으로는 알카에다 공격 이후 16개 미국 정보기관 전체를 조율하기 위해 2005년에 신설된 미국 국가정보국장으로 임명된 존 네그로폰테와의 반복된 충돌 때문으로 보인다.

## 같이 보기
- 미국 공군 과학 연구국
- 방위고등연구계획국
- 예외적 수집가상
- 국가지리정보국
- 해군연구청

## 내용주
1.^  클린턴은 1996년 12월 앤서니 레이크를 중앙정보국장으로 지명했다. 그러나 레이크는 1997년 3월 미국 상원 정보 위원회의 심문이 논쟁적으로 변하자 사퇴했다. 조지 테닛은 나중에 이 직책에 지명되어 인준되었다.